# Sammelbecken in Eiserfey

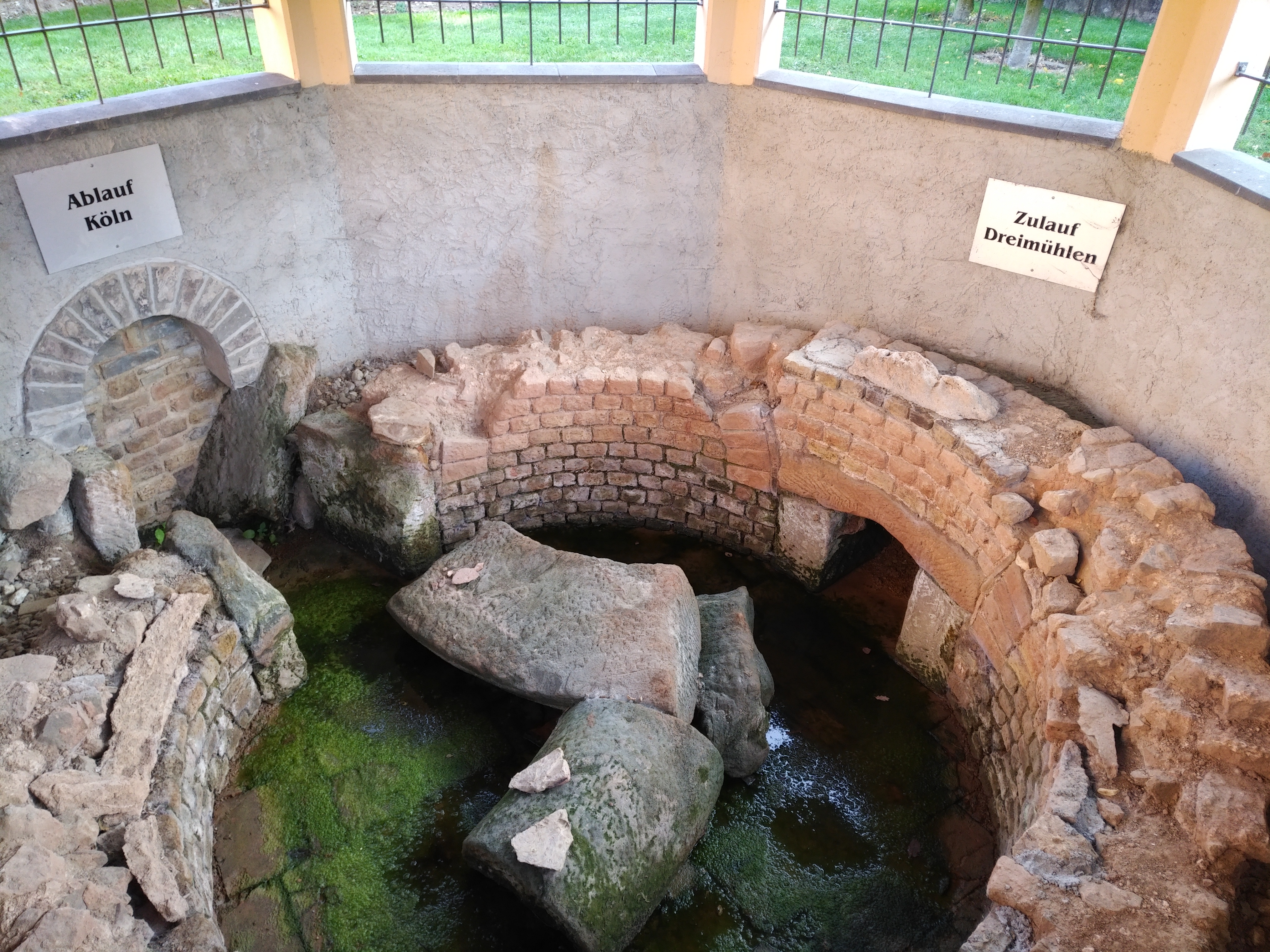
Sammelbecken der Eifelwasserleitung

Das Sammelbecken in Mechernich-Eiserfey ist ein touristisch erschlossenes Bauwerk der Eifelwasserleitung, die der antiken Wasserversorgung der Colonia Claudia Ara Agrippinensium, des römischen Köln, diente.
Das Becken hatte zwei Zuleitungen. Die erste war der Kanal, der von den Quellgebieten Grüner Pütz (Nettersheim), Kallmuth (u. a. Klausbrunnen) und Urfey herkam, die zweite die Leitung, die das Wasser der Quellfassungen im Quellgebiet "Hausener Benden" beim Ort Weyer zum Sammelbecken transportierte.
Das Wasser floss dann durch eine dritte Beckenöffnung in einem abgehenden Kanal weiter nach Köln. Das Becken war kreisrund und hatte einen lichten Durchmesser von 3,05 m. Die aus Ziegelplatten bestehende Sohle lag etwa 2 m unter der Geländeoberfläche. Die Wand des Beckens bestand aus Natursteinen und hatte eine Stärke von 0,52 m. Innen war Wasserputz aufgebracht. Den oberen Abschluss des Sammelbeckens bildeten abgerundete Sandsteinblöcke.
Das Sammelbecken wurde 1959 entdeckt und archäologisch untersucht. Nach fast 50 Jahren wurde das Sammelbecken wieder freigelegt und über dem Becken ein Schutzbau errichtet, der 2005 eingeweiht wurde und eine Besichtigung jederzeit ermöglicht. Das Sammelbecken ist heute die Station 11 des 2012 erneuerten Römerkanal-Wanderwegs von Nettersheim nach Köln.

## Weblink
- Informationen auf den Seiten der NRW-Stiftung

Koordinaten: 50° 33′ 20″ N, 6° 39′ 24″ O